# Chaise-Dieu-du-Theil
Chaise-Dieu-du-Theil é uma comuna francesa na região administrativa da Normandia, no departamento de Eure. Estende-se por uma área de 5,88 km². Em 2010 a comuna tinha 210 habitantes (densidade: 35,7 hab./km²).